# Joakim Granath
Karl Åke Joakim Granath, född 21 mars 1965, är en svensk före detta fotbollsspelare som representerade Gais i Allsvenskan 1989.

## Biografi
Granath kom från Arentorps SK till Gais 1989, och gjorde denna säsong sex inhopp (inga mål) för klubben i Allsvenskan. Säsongen därpå fick han ingen allsvensk speltid i Gais, och till 1991 gick han till Gunnilse IS, där han spelade åtminstone till 2000.